# Vingador Escarlate
No universo da DC Comics, Lee Walter Travis é o alter-ego do Vingador Escarlate. O Vingador Escarlate original estreou pela primeira vez em Detective Comics # 20, feito em 1938. Era um jornalista rico que reside na Terra-Dois. O personagem é inspirado em O Besouro Verde, criado para um programa de rádio em 1936, assim como O Besouro Verde tem um assistente asiático chamado Kato, o Vingador possui o também asiático Wing.
A ultima aparição do Vingador Escarlate foi em DC Comics Presents # 38, em que um navio carregado de produtos químicos plantado por bandidos acaba banhando o herói, matando-o.

## Historia
O Vingador Escarlate é considerado o primeiro herói uniformizado da Era de Ouro dos Quadrinhos. Atuou pela primeira vez, na véspera da infame transmissão de rádio Guerra dos Mundos, onde grande parte dos Estados Unidos entrou em pânico devido a realística dramatização que o ator Orson Wellers fez do romance de H. G. Wells sobre uma invasão marciana. Em sua identidade civil, o Vingador Escarlate era Lee Travis, um jovem e idealista editor do Daily Globe – Leader. Seu criado, Wing acabou tornando-se seu parceiro no combate ao crime. Durante a Feira Mundial de Nova Iorque de 1939, o Vingador Escarlate ajudou um novo herói, o primeiro Sandman, a iniciar sua carreira heroica.
Durante a Segunda Guerra Mundial, o Vingador Escarlate e Wing adotaram novos uniformes e uniram-se aos Sete Soldados da Vitória, combatendo com grande coragem. Durante uma batalha dos Sete Soldados da Vitória contra um vilão chamado Nebula, o Vingador Escarlate foi enviado séculos no passado, na era dos antigos Astecas. Enviado de volta ao século XX muitas décadas depois da que ele havia partido, o Vingador Escarlate descobriu que estava doente. Lee Travis encerrou sua vida com luta, guiando bravamente um cargueiro condenado para longe da Baía de Nova Iorque para que explodisse em mar aberto.